# Liste der im Raum der Stadt und Republik Bern tätigen Goldschmiede
Die Liste umfasst die im Raum der Stadt und Republik Bern (bis 1798) tätigen Goldschmiede.

## Bern
| Bild | Name                        | Lebenszeit  | Tätig, zünftig      | Bemerkungen                         | Meistermarke | Bild Meistermarke |
| ---- | --------------------------- | ----------- | ------------------- | ----------------------------------- | ------------ | ----------------- |
|      | Clewin Goltsmit             |             | 1384                |                                     |              |                   |
|      | Hensli Wild                 | † nach 1412 |                     |                                     |              |                   |
|      | Kaspar Müller               | † 1528      |                     |                                     |              |                   |
|      | Peter von Büren             | † 1530      |                     |                                     |              |                   |
|      | Bernhard Tillmann           | † 1541      |                     | Abendmahlskelch (1540)              | B T          |                   |
|      | Lukas Löwensprung           | † 1552      |                     |                                     |              |                   |
|      | David Frischherz            | † 1577      |                     | Abendmahlskelch (1534)              | D F          |                   |
|      | Heinrich Frischherz         | † ca. 1571  | ca. 1550 – ca. 1570 |                                     | H F          |                   |
|      | Anton Peter von Graffenried | 1539–1575   |                     |                                     |              |                   |
|      | Hans Siegel                 | 1540–?      |                     |                                     |              |                   |
|      | Peter Rohr                  | † 1592      |                     |                                     |              |                   |
|      | Jakob Hackbrett             | 1545–1576   |                     |                                     |              |                   |
|      | Jakob Wysshan               | 1546–1603   |                     |                                     | I W H        |                   |
|      | Kornelius Rohr              | 1555–1606   |                     |                                     |              |                   |
|      | Hans Zeender                | 1575–1628   | 1605–               |                                     | [Glocke]     |                   |
|      | Johannes Dürer              |             | 1624                | Aus Nürnberg, 1624 Burger von Bern. |              |                   |
|      | Abraham Stettler            | 1583–1632   | –                   |                                     | A S T        |                   |
|      | Maritz Haberer              |             | 1614                |                                     |              |                   |
|      | Caspar Wysshan              | 1579–?      |                     |                                     | C W H        |                   |
|      | Hans Jakob Binder           | 1608–?      | 1632–               |                                     | H I B        |                   |
|      | Marquart Zehender I.        | 1611–1675   |                     |                                     | M Z          |                   |
|      | Daniel Wyss                 |             |                     |                                     | D W          |                   |
|      | Michael Nöthiger I.         | 1631–1717   | –                   |                                     | M N          |                   |
|      | David Friedrich Wyss        | 1636–1795   |                     |                                     | D W          |                   |
|      | Emanuel Wyss                | 1642–1679   |                     |                                     | E W          |                   |
|      | Marquart Zehender II.       | 1651–1706   |                     |                                     | M Z          |                   |
|      | Johann Anton Wyttenbach     | 1652–1717   | 1674–               |                                     | A W B        |                   |
|      | Michael Nöthiger II.        | 1665–1720   | –                   |                                     | M N          |                   |
|      | Daniel Keller               | 1674–1739   | 1703–               |                                     | K            |                   |
|      | Emanuel Jenner              | 1657–1741   |                     |                                     | E I          |                   |
|      | Bernhard Bourgeois          | 1678–1737   | –                   |                                     | B B          |                   |
|      | Abraham Tscher              | 1680–1746   |                     |                                     |              |                   |
|      | Daniel Schmalz              | 1685–1738   | 1715–               |                                     | D S          |                   |
|      | Andreas Otth                | 1685–1765   | –                   |                                     | A O          |                   |
|      | Johannes Hug                | 1685–1770   | 1717–               |                                     | I H          |                   |
|      | Alexander Herport           | 1690–1755   |                     |                                     | A H          |                   |
|      | Daniel Schmid               | 1692–1752   |                     |                                     | D S          |                   |
|      | Carl Jenner                 | 1695–1771   | 1723–               |                                     | C I          |                   |
|      | Gabriel Leemann             | 1709–1767   | 1738–               |                                     | G L          |                   |
|      | Friedrich Samuel Christen   | 1709–?      | 1738–               |                                     | F C          |                   |
|      | Johann Franz Bizius         | 1723–1794   | 1758                |                                     | F B          |                   |
|      | Johann Jakob Dulliker       | 1731–1810   | 1759–1800           |                                     | I I D        |                   |
|      | Samuel Dick                 | 1768–1809   | 1792                |                                     | S D          |                   |
|      | Ludwig Friedrich Brugger    | 1770–1849   |                     |                                     | F B, B       |                   |

## Brugg
| Bild | Name              | Lebenszeit | Tätig, zünftig | Bemerkungen | Meistermarke | Bild Meistermarke |
| ---- | ----------------- | ---------- | -------------- | ----------- | ------------ | ----------------- |
|      | Hans Jakob Stäbli | 1700–1743  | ca. 1720–1743  |             | T S I        |                   |

## Burgdorf
| Bild | Name          | Lebenszeit | Tätig, zünftig | Bemerkungen | Meistermarke | Bild Meistermarke |
| ---- | ------------- | ---------- | -------------- | ----------- | ------------ | ----------------- |
|      | Hans Trachsel |            | 1613–1651      |             |              |                   |

## Lausanne
| Bild | Name                       | Lebenszeit | Tätig, zünftig      | Bemerkungen | Meistermarke | Bild Meistermarke |
| ---- | -------------------------- | ---------- | ------------------- | ----------- | ------------ | ----------------- |
|      | Antoine Bovard             |            | ca. 1525            |             |              |                   |
|      | Jean-Philippe Léveillé     | † 1749     | 1699–1716           |             | P L          |                   |
|      | Charles-Louis Rapillard    | † 1771     |                     |             | C L R        |                   |
|      | Jean-François Poulet       |            | ca. 1740 – ca. 1750 |             | F P          |                   |
|      | Philibert Potin II.        | 1707–1782  |                     |             | P T          |                   |
|      | Benjamin de Molière        |            | ca. 1725 – ca. 1735 |             | B D M        |                   |
|      | Pierre de Molière          |            | ca. 1740 – ca. 1750 |             | P D M        |                   |
|      | Charles Louis Duciel       |            | ca. 1760 – ca. 1770 |             | C L D        |                   |
|      | Joseph Rubattel            |            | ca. 1760 – ca. 1780 |             | I R          |                   |
|      | Jean-François Amaron       |            | ca. 1785 – ca. 1795 |             | J F A        |                   |
|      | Elie Papus                 | 1713–1793  |                     |             | P D          |                   |
|      | Balthazar Marty            |            | ca. 1780 – ca. 1790 |             | B M          |                   |
|      | Guillaume Brenner          |            | ca. 1790 – ca. 1800 |             | W B          |                   |
|      | Christian Frédéric Humbold |            | ca. 1780 – ca. 1790 |             | C H          |                   |
|      | Pierre-Henri Dautun        | 1729–1803  |                     |             | P D          |                   |
|      | Philippe Vernet            | † 1794     |                     |             | P V          |                   |

## Lenzburg
| Bild | Name      | Lebenszeit | Tätig, zünftig | Bemerkungen | Meistermarke | Bild Meistermarke |
| ---- | --------- | ---------- | -------------- | ----------- | ------------ | ----------------- |
|      | Hans Rohr | 1737–1808  |                |             | I H R        |                   |

## Morges
| Bild | Name               | Lebenszeit | Tätig, zünftig | Bemerkungen | Meistermarke | Bild Meistermarke |
| ---- | ------------------ | ---------- | -------------- | ----------- | ------------ | ----------------- |
|      | Jean-Pierre Dautun | 1704–1768  |                |             | I P D        |                   |

## Thun
| Bild | Name                  | Lebenszeit | Tätig, zünftig | Bemerkungen | Meistermarke | Bild Meistermarke |
| ---- | --------------------- | ---------- | -------------- | ----------- | ------------ | ----------------- |
|      | Hans Heinrich Schärer |            | ca. 1650       |             |              |                   |

## Vevey
| Bild | Name                 | Lebenszeit | Tätig, zünftig | Bemerkungen | Meistermarke | Bild Meistermarke |
| ---- | -------------------- | ---------- | -------------- | ----------- | ------------ | ----------------- |
|      | Etienne Marc Giscard | † 1750     | 1732–1750      |             | E M G        |                   |
|      | André Rossier        |            | 1742–1764      |             | A R          |                   |